# Fedora (opera)
Fedora is een opera in drie bedrijven van Umberto Giordano op een Italiaans libretto van Arturo Colautti. Hij baseerde zijn libretto op het toneelstuk Fédora uit 1882 van Victorien Sardou.
De eerste uitvoering vond plaats in het Teatro Lirico in Milaan op 17 november 1898 onder leiding van Giordano zelf. De rol van Fedora werd gezongen door Gemma Bellincioni terwijl Enrico Caruso de rol van Loris Ipanov vertolkte.

## Rollen
- Princes Fedora Romazov (sopraan)
- Graaf Loris Ipanov (tenor)
- Baron Rouvel (tenor)
- De Siriex, een diplomaat (bariton)
- Gretch, een politie-inspecteur (bas)
- Désiré, een bediende (tenor)
- Dimitri, een bediende (contra-alt)
- Sergio, een bediende ((bas)
- Nicola, een bediende (contra-alt/bass)
- Michele, een portier (gesproken rol)
- Jongetje op de boerenbuiten (contra-alt)
- Loreck, een chirurg (bariton)
- Boroff, een arts (bariton)
- Cirillo, een koetsier (bariton)
- Boleslao Lazinski, een pianist (stille rol)

## Synopsis

### Eerste bedrijf
St. Petersburg, 1881. Een winternacht in het paleis van graaf Vladimir Andrejevitsj
Terwijl Fedora wacht op haar verloofde wordt hij zwaar gewond binnengebracht, en sterft even later. Na ondervraging van de betrokken bedienden lijkt het op een aanslag van de nihilisten; vele elementen wijzen in de richting van graaf Loris Ipanov, die met de noorderzon verdwenen is. Fedora zweert de moord van haar verloofde te wreken. De diplomaat De Siriex en politie-inspecteur Gretch voeren verder het onderzoek.

### Tweede bedrijf
Parijs. Het huis van prinses Fedora.
Fedora is Loris Ipanov gevolgd tot in Parijs om wraak te nemen op de moordenaar van haar verloofde. Tijdens een receptie ten huize van Fedora verklaart Loris Ipanov dat hij verliefd is op Fedora. Loris Ipanov bekent dat hij haar verloofde heeft vermoord, maar dat dat niet de volledige waarheid is. Hij zal het volledige verhaal later op de avond aan haar vertellen.Tijdens Ipanovs afwezigheid schrijft Fedora een brief naar de St-Peterbrugse politie met de bekentenis die ze heeft weten op te vangen van Loris Ipanov. Later op de avond vertelt Loris Ipanov dat hij graaf Vladimir Andrejevitsj op heterdaad betrapt heeft met zijn vrouw. In een schermutseling schiet Vladimir eerst op Loris (en verwondt hem licht) ; in een daad van zelfverdediging vuurt Loris daarna op Vladimir die zwaar gekwest even later zal sterven. Fedora begrijpt nu dat Loris haar verloofde niet heeft vermoord om politieke redenen maar uit zelfverdediging én om zijn eer te redden. Fedora beseft nu dat ze verliefd is op Loris en kan hem ervan overtuigen de nacht bij haar door te brengen.

### Derde bedrijf
Zwitsere alpen. Villa van Fedora.
Olga, de vriendin van Fedora is er ook en haar vorige minnaar De Siriex komt op bezoek. Hij vertelt Fedora dat Loris' broer op basis van haar aangifte is aangehouden en vervolgens de verdrinkingsdood stierf in de gevangenis. Van verdriet is Loris' moeder gestorven. Fedora beseft nu dat ze twee doden op haar geweten heeft door veronderstellingen en verkeerde insinuaties door te geven aan de politie. Loris ontvangt een brief vanuit Rusland waaruit blijkt dat het Fedora is, die de foute informatie heeft gegeven die geleid heeft tot de dood van zijn broer en zijn moeder. Zij vraagt Loris om vergiffenis . Omdat hij die aanvankelijk niet kan geven neemt zij gif in, waarna ze sterft in zijn armen.

## Recente uitvoeringen
- Weense Staatopera, 2003
- Teatro alla Scala, 2004
- Opera Holland Park in Londen, juni 2006
- Metropolitan Opera, seizoen 2022/23